# Swiss International Air Lines
Swiss International Air Lines (SWISS) er Schweiz' største flyselskab. Selskabet flyver til alle kontinenter, med undtagelse af Australien og Antarktis. SWISS har sin operative base i Zürich og hovedkontor i Basel.

## Historie
Swiss International Air Lines blev stiftet efter Swissair's konkurs i 2001. Kort før Swissair forsvandt blev store dele af selskabets ejendele via Swissair's ejere, Credit Suisse og UBS, overført til Crossair, som var et af Swissair's regionale datterselskaber.
31. marts 2002 begyndte SWISS at flyve under eget navn. De blev tilbudt medlemskab i selskabsalliancen Oneworld, men takkede i 2004 nej til tilbuddet.
Det tyske selskab Lufthansa offentliggjorde i marts 2005 sin plan om at blive majoritetsejer i SWISS. Dette skulle ske gradvist frem til 2007. Som en følge af dette er SWISS blevet medlem af alliancen Star Alliance i 2006.